# Franke Sloothaak
Franke Sloothaak (ur. 2 lutego 1958 w Heerenveen) – niemiecki jeździec sportowy, trzykrotny medalista olimpijski. 
Urodził się w Holandii, bronił jednak barw RFN, a później Niemiec. Jako nastolatek reprezentował Holandię, później jednak jego szkoleniowcem został Alwin Schockemöhle – zamieszkał w Niemczech i w 1979 otrzymał niemieckie obywatelstwo. Startował w skokach przez przeszkody. Olimpijskie medale – brąz i dwa złote krążki – wywalczył jako członek drużyny. Stawał na podium mistrzostw świata (indywidualnie złoto w 1994) i Europy, był mistrzem RFN (1981, 1989, 1991).

## Starty olimpijskie (medale)
Los Angeles 1984
- konkurs drużynowy (na koniu Farmer) –  brąz

Seul 1988
- konkurs drużynowy (Walzerkönig) –  złoto

Atlanta 1996
- konkurs drużynowy (Joly Coeur) –  złoto